# Lavinia Veiongo
Lavinia Veiongo Fotu (Tonga, 9 de fevereiro de 1879 – Palácio Real de Tonga, Nucualofa, Tonga, 24 de abril de 1902) foi a rainha-consorte de Tonga entre 1899 até sua morte em 1902. Foi a primeira esposa de Jorge Tupou II e mãe de Salote Tupou III. 

## Biografia
Lavinia Veiongo Fotu nasceu em 9 de fevereiro de 1879, sendo filha de ‘Aipeli Kupuavanua Fotu, que serviu como ministro da polícia e de sua esposa Tokanga Fuifuilupe. Ela era bisneta de Laufilitonga, o último soberano do Império Tonga que faleceu em 1865. Seu nome se era uma homenagem á sua avó Lavinia.
Ela foi escolhida como esposa pelo próprio rei Jorge Tupou II, que na época estava sendo pressionado a se casar com a princesa ‘Ofakivava’u. Ele anunciou que se não se casasse com Lavinia permaneceria solteiro e por isso os chefes consentiram o casamento, que se realizou em 1 de junho de 1899, contando com vários membros da realeza do país e alguns diplomatas europeus. Ela foi aclamada como rainha de Tonga no mesmo dia. Apesar disso as relações entre o rei, o parlamento e o povo ficaram bastante complicadas, já que Lavinia era vista como uma ameaça por ser descendente do último Tui’tonga. A situação quase terminou em uma guerra civil, com um violento protesto ocorrendo na capital Nucualofa, que incluiu ataques com machados, cassetetes e garrafas quebradas. A situação apenas se acalmou por que em 1900 o reino se tornou um protetorado britânico.
Lavinia deu a luz á sua única filha em 1900, a princesa Sālote Mafile'o Pilolevu. Após isso apesar das lutas entre apoiadores da princesa ‘Ofakivavau’u e apoiadores de Lavinia Veiongo, ambas se tornaram amigas intimas até a morte de Ofa em dezembro de 1901, vitima de tuberculose. Lavinia compareceu ao enterro e logo contraiu a doença também. A rainha faleceu em 24 de abril de 1902, com apenas 23 anos e sendo enterrada no cemitério real de Mala’ekula. O rei Tupou II lamentou profundamente pela morte de sua esposa, tanto que ergueu uma estatua de mármore em seu tumulo. 